# Відносини між Німеччиною та Кенією
Німецько-кенійські відносини - це двосторонні відносини між Німеччиною і Кенією.

## Історія
Німеччина була першою країною, яка визнала незалежність Кенії. Обидві країни мають теплі відносини.

## Візити високого рівня
У лютому 2020 року президент Франк-Вальтер Штайнмаєр відвідав Найробі та провів переговори з президентом Ухуру Кеніяттою. Візит був зосереджений на розширенні співпраці у сфері освіти та трансферу технологій. У червні 2023 року канцлер Німеччини відвідав Кенію з 2-денним візитом.

## Посольство Німеччини в Кенії
Нинішнього німецького ебасадора в Кенії звуть Себастьян Грот. На цій посаді він перебуває з червня 2022 року. Він також перебував на посаді під час візиту Олафа Шольца. Володіє німецькою, французькою, англійською та мовою суахілі. Він зібрав пристойну кількість прихильників на X.
У липні 2011 року Кенію відвідала канцлер Німеччини Ангела Меркель. Вона провела переговори з президентом Мваї Кібакі та прем'єр-міністром Раїлою Одінгою. Канцлер перебував у турне, щоб розпочати новостворену «Африку-Концепт».
У 1966 році президент Західної Німеччини Генріх Любке відвідав Найробі.
У 2014 році колишня міністерка кабінету міністрів закордонних справ Кенії Аміна Мохамед зустрілася з тодішнім міністром закордонних справ Франком-Вальтером Штайнмаєром у Берліні.
У тому ж році колишній президент Німеччини Хорст Келер очолив торгову делегацію в Найробі. [6] Він також провів переговори з президентом Ухуру Кеніяттою.
Німеччина зазвичай є третім або четвертим за величиною джерелом туристів до Кенії. Німеччина, на відміну від інших європейських країн, стримувалася від видачі рекомендацій щодо поїздок до Кенії.

## Співробітництво в галузі розвитку
Кажуть, що співпраця з розвитку Німеччини з 2014 по 2016 рік варта KES. 14,6 млрд (138 млн євро).
Ключовими сферами для Кенії та Німеччини є: Сільське господарство (з акцентом на продовольчу безпеку та стійкість до посухи)
Розвиток сектору водопостачання та водовідведення
Підтримка сектору охорони здоров'я
Належне врядування (боротьба з корупцією та підвищення прозорості та підзвітності)
Відновлювана енергетика та енергоефективність

## Освіта
Офіційна допомога розвитку (ODA) для Кенії становить до KES. 24,08 млрд (227 млн євро) щорічно (2011/2012). Німеччина є другим за величиною фінансовим донором Кенії. Численні німецькі політичні фонди також мають кенійський офіс.

## Торгівля
Німеччина є третім за величиною експортним ринком Кенії в Європі після Великобританії та Нідерландів.
У 2019 році Кенія експортувала товарів на суму KES. 11,28 млрд (100 млн євро). Німеччина експортувала товарів на суму KES. 44,4 млрд (400 млн євро).
У 2013 році Кенія експортувала товарів на суму KES. 8,24 млрд (78 млн євро) до Німеччини. Німеччина експортувала товарів на суму KES. 37,49 млрд (354 млн євро) до Кенії.
Кенія і Німеччина підписали угоду про уникнення подвійного оподаткування в 1977 році.
Такі компанії, як BASF і Lufthansa Cargo, працюють у Кенії. Понад 60 німецьких компаній інвестували більше, ніж KES. 9 мільярдів (86 мільйонів євро) у Кенії.

## Дипломатичні місії
Кенія мала дипломатичні відносини із Західною Німеччиною, а посольство знаходилося в Бонні. [8] Після об'єднання Східної та Західної Німеччини посольство переїхало до Берліна.
Німеччина має посольство в Найробі.

## Рекомендована літератури
- Архівовано 2016-03-04 у Wayback Machine. Німеччина і Кенія. Процитовано 18 січня 2015.
- Архівовано 2015-01-18 у Wayback Machine. Німецькі інвестори шукають нові підприємства в Кенії. Процитовано 24 лютого 2020.
- Кенія та Німеччина співпрацюватимуть з питань трансферу технологій. Процитовано 24 лютого 2020.
- Візит канцлера Меркель | Посольство Кенії, Берлін. Процитовано 18 січня 2015.
- Відносини між Німеччиною та Кенією чудові. Процитовано 18 січня 2015.
- Архівовано 2015-01-18 у Wayback Machine. Німецькі інвестори шукають нові підприємства в Кенії. Процитовано 18 січня 2015.
- Архівовано 2017-01-02 у Wayback Machine. Кенія | Федеральне міністерство економічного співробітництва та розвитку. Процитовано 18 січня 2015.
- Двосторонні відносини | Кенія та Німеччина. Процитовано 18 січня 2015.